# Henfynyw
Henfynyw est un village et une communauté du Ceredigion, au pays de Galles.

## Géographie
Il est situé sur le littoral de la baie de Cardigan, juste au sud de la ville d'Aberaeron. Outre Henfynyw même, la communauté comprend les villages et hameaux de Ffos-y-ffin (en), Llwyncelyn (en) et Oakford / Derwen-gam (en).

## Démographie
Au recensement de 2011, elle comptait 1 045 habitants.